# Ризаев, Керим Новруз оглы
Керим Новруз оглы Ризаев (азерб. Kərim Novruz oğlu Rizayev; 25 декабря 1914, Нахичеванский уезд — 1 августа 1995, Баку) — советский азербайджанский металлург, Герой Социалистического Труда (1980).

## Биография
Родился 25 декабря 1914 года в семье революционера в городе Ордубаты Нахичеванского уезда Эриванской губернии (ныне Ордубад Ордубадского района Нахичеванской АР Азербайджана).
Окончил Московский институт цветных металлов и золота (1941).
Участник Великой Отечественной войны.
С 1941 года — инженер треста «Уралзолото», с 1945 года — директор Калининградского янтарного завода, с 1950 года — заведующий янтарной фабрикой и главный инженер фабрики по производству эмали, в 1953—1955 годах — заместитель главного инженера, в 1955—1962 годах — директор Калининградского янтарного комбината. 
В 1948 году на янтарном заводе под руководством Ризаева добыто 127 тонн янтаря-сырца, в 1949 году — 309 тонн янтаря-сырца. Под руководством Керима Ризаева введены в строй фабрика янтарной смолы, налажено производство товаров широкого потребления, выполнялся правительственный заказ по изготовлению янтарных изоляторов. Под руководством Ризаева начало увеличиваться и благосостояние рабочих янтарного комбината: всегда образцово содержался парк поселка, построены спуск к морю, кафе и стадион, при непосредственном участии директора создана футбольная команда.
С 1962 года — заведующий отделом металлургии Министерства местной промышленности Азербайджанской ССР, заместитель начальника, начальник Управления горнорудной и металлургической промышленности Совнархоза Азербайджанской ССР. 
С 1965 года —  председатель Объединения Совета Министров Азербайджанской ССР по цветной металлургии. С 1979 года — начальник Управления цветной металлургии Азербайджанской ССР. 
Не меньших успехов достиг Керим Ризаев в Азербайджанской ССР, внеся существенный вклад в развитие цветной металлургии. В республике он проявил себя как опытный, умелый, требовательный к себе и окружающим руководитель. За период десятой пятилетки при непосредственном участии Ризаева положено начало добыче и обработке в промышленных масштабах алунитовой руды, прокату цветных металлов, выплавке деталей из алюминия оксида и сплава алюминия и меди, производству товаров широкого потребления из цветных металлов.
Указом Президиума Верховного Совета СССР от 3 октября 1980 года за выдающиеся успехи, достигнутые в досрочном выполнении заданий десятой пятилетки по производству продукции промышленности и сельского хозяйства, Ризаеву Кериму Новруз оглы присвоено звание Героя Социалистического Труда с вручением ордена Ленина и золотой медали «Серп и Молот»
С 1989 года — пенсионер союзного значения.
Активно участвовал в общественной жизни Азербайджана. Депутат Верховного Совета Азербайджанской ССР 9-го, 10-го и 11-го созывов. Делегат XXVII съезда КПСС.
Скончался 1 августа 1995 года в Баку. Похоронен в Баку на Второй аллее почётного захоронения.